# Râul Cean
Râul Cean este un curs de apă, afluent al râului Santău. 

## Hărți
- Harta județului Satu Mare